# 于洋 (羽毛球运动员)
于洋（1986年4月7日—），辽宁海城人，中国女子羽毛球运动员，毕业于中国科学技术大学科技传播系。三屆世錦賽女子雙打冠軍（2010、2011、2013），且曾經於2008年北京奧運獲得女子雙打金牌（搭檔杜婧）以及混合雙打銅牌（搭檔何漢斌），但在2012年倫敦奧運期間因為身陷消極比賽事件而被世界羽聯取消比賽資格。最終於2016年9月宣佈從國家隊退役。

## 簡歷
于洋約八、九歲時進入鞍山市體育運動學校，跟隨教練張強接受專業的羽毛球訓練。2000年，于洋和杜婧一同代表鞍山市參加遼寧省少年羽毛球比賽，賽前臨時組合成雙打搭檔，竟獲得冠軍；然而此後二人在國家隊卻未有組合在一起。至2003年，于、杜兩人代表遼寧省參加全國羽毛球比賽，再獲冠軍，國家隊教練才被她們的表現打動，把她們組合成雙打搭檔。
于洋、杜婧的組合在2006年開始嶄露頭角，接連贏得了該年亞洲羽毛球錦標賽、瑞士羽毛球公開賽及優霸杯等多個世界賽事的女雙冠軍；然而，卻因于洋在比賽中扭傷腳踝而錯過了多哈亞運會。
到2007年7月，世界羽毛球錦標賽的前夕，拍檔杜婧因在腹部有囊腫，需要動手術治理，未能參加奧運積分最重的世錦賽，這對當時仍未獲得奧運資格的她們，造成很大的打擊。直至11月，二人才在中國羽毛球公開賽復出，並在接續四站的奧運會積分賽上拿到三冠一亞，獲得了北京奧運的參賽資格。
2008年8月，于洋、杜婧的組合代表中國參加北京舉行的奧運會羽毛球女子雙打比賽。因衛冕金牌的張潔雯/楊維組合在次圈意外出局，奪標的重任因而落在她們身上。二人先於次圈輕鬆淘汰日本的潮田玲子/小椋久美子組合，再在準決賽擊敗隊友魏軼力/張亞雯組合，躋身決賽。最後，與4號種子韓國選手李敬元/李孝貞在金牌賽對陣，結果以21-15、21-13獲勝，贏得中國在該屆奧運會上的第26枚金牌。另外，于洋亦夥拍何汉斌獲得羽毛球混合雙打項目的銅牌。
2009年3月，于洋出戰全英羽毛球錦標賽，夥拍何汉斌擊敗南韓組合，獲得混雙項目的金牌。
2010年8月，于洋/杜婧的組合出戰在巴黎舉行的世界羽毛球錦標賽女雙賽事，在決賽以2比0打敗隊友马晋/王晓理組合，首度贏得世錦賽冠軍，成为大满贯选手。同年9月，國家羽毛球隊宣布廣州亞運會的出戰名單，拍檔杜婧因傷落選，于洋則改與王晓理組對。同年11月，于洋與新拍檔代表中國出戰廣州亞運會，參加羽毛球比賽的女子雙打及團體項目，奪得一金一銀的佳績。

### 倫敦奧運消极比赛
2012年奧運的羽球比賽改為新制，16強預賽採分組循環，分abcd4組，每組4人，分組前二名晉級8強，8強再取4強，最後為一至四名的決賽，和以往的單淘汰制不同；本次中國隊發生此消極比賽事件的原因之一是籤表早已公佈，且賽制存在缺陷，致使有利用賽制漏洞的運作空間。
2012年7月31日上午，d組的丹麥組合卡米拉·吕特·尤尔/克里斯汀娜·彼德森在2012年夏季奧林匹克運動會羽球女雙小组赛中击败中国组合田卿/赵芸蕾(趙在比賽中被羽球擊中眼睛)，(田/趙)組成為分組第二；因為(田卿/赵芸蕾)无法获得小组第一，而可能导致两隊中国运动员在决赛前提前相遇，所以a組世界排名第一的另一队中国组合于洋/王晓理在中午的比賽時，中韓雙方竟連發球都會出界，在第一局時球來回的次數不超過4次；韓國隊教練成漢國對中國隊明顯故意輸分的做法向裁判提出抗議，裁判長Thorsten Berg甚至親自走進球場，提醒中國選手認真比賽。最後中國隊以14-21, 11-21输给韩国运动员郑景银/金荷娜，場邊觀眾不滿的噓聲大作；虽然韓國隊抗議中國隊，但對印尼隊的比賽時，卻又出現雙方故意輸球的情況。最终中、韩、印尼四组运动员均被国际羽联除名。（但此一取消資格決定僅限於本次奧運，而不及於任何其他比賽，相關國家的教練與運動員亦不會受到任何懲罰。）
中國大陸官方媒體新華社在第一時間立刻發表評論稱「在體育賽場，道德永遠在利益之上。違背者必然遭到譴責和鄙視。」，之後4隊的空缺由南非、俄羅斯、加拿大及澳洲遞補；而奥运会羽毛球的赛制也受到部分媒體的批评，如改变以往的淘汰赛而采用小组赛，小组赛最后一轮不同时进行等。
8月1日，于洋回應只是因為受伤，所以选择利用规则放弃比赛，以令淘汰赛打的更好；「事情就是这么简单，没有那么复杂，但就是这么不可饶恕」。並謂會方无情的安排打碎了她们的梦想，更在微博留言：“这也是我最后一次比赛了。再见国际羽联，再见我挚爱的羽毛球。”。
8月2日，于洋與王曉理在接受新華社與中國中央電視台聯合採訪時，公開向球迷道歉，坦承並未全力以赴，並承諾以後會繼續打好每一場球。

### 2016年 宣布退役
2016年8月，于洋參加奧林匹克運動會羽毛球比賽，與小將唐渊渟搭档出戰女子雙打比賽。她在铜牌争夺战前传达了自己即将退役的消息：“15年酸甜苦辣咸终于尝尽，已无遗憾全身而退。感谢15年的经历和身边遇到的每一个人，感谢代替父母把我照顾的白白胖胖的领导，教练和很多无名英雄们。无论经历什么只要还活着都不是最坏的阶段和结果！微笑着去面对一切困难，阳光和幸运就会眷顾下一个你和我。忆青春，一切都值得！后天最后一场职生赛，牵手搭档，微笑谢幕。只能在这里谢谢所有关心我们的朋友和球迷。爱你们”。
其後，于洋又在其微博回顾自己的职业生涯：「2001年—2016年 于洋，『中国羽毛球国手』，数百场比赛、三届奥运会。从默默无闻到奥运冠军，从被禁赛到摔毛巾，无数回忆历历在目…荣誉和快乐，失败与成长。感谢一路走来所有支持我的朋友、球迷、媒体和教练。感谢我的祖国、感谢中国羽毛球队、感谢在我15年职业生涯里给予最大帮助的人—李永波。」

## 主要比賽成績
只列出曾進入準決賽的國際賽事成績：
| 年份   | 賽事                     | 公開賽級別 | 項目     | 拍檔   | 成績   |
| ------ | ------------------------ | ---------- | -------- | ------ | ------ |
| 2002年 | 世界青年羽毛球錦標賽     | 其他       | 女子雙打 | 陈兰亭 | 銀牌   |
| 2002年 | 世界青年羽毛球錦標賽     | 其他       | 混合雙打 | 郭振东 | 金牌   |
| 2002年 | 世界青年羽毛球錦標賽     | 其他       | 混合團體 | －     | 金牌   |
| 2004年 | 法國羽毛球公開賽         | 不適用     | 女子雙打 | 杜婧   | 冠軍   |
| 2004年 | 法國羽毛球公開賽         | 不適用     | 混合雙打 | 谢中博 | 冠軍   |
| 2004年 | 亞洲羽毛球錦標賽         | 其他       | 女子雙打 | 杜婧   | 銀牌   |
| 2004年 | 亞洲羽毛球錦標賽         | 其他       | 混合雙打 | 谢中博 | 銅牌   |
| 2004年 | 世界青年羽毛球錦標賽     | 其他       | 女子雙打 | 田卿   | 金牌   |
| 2004年 | 世界青年羽毛球錦標賽     | 其他       | 混合雙打 | 何汉斌 | 金牌   |
| 2004年 | 世界青年羽毛球錦標賽     | 其他       | 混合團體 | －     | 金牌   |
| 2004年 | 中國羽毛球公開賽         | 不適用     | 女子雙打 | 杜婧   | 準決賽 |
| 2005年 | 中國羽毛球大師賽         | 不適用     | 女子雙打 | 杜婧   | 冠軍   |
| 2006年 | 中國羽毛球大師賽         | 不適用     | 女子雙打 | 杜婧   | 準決賽 |
| 2006年 | 亞洲羽毛球錦標賽         | 其他       | 女子雙打 | 杜婧   | 金牌   |
| 2006年 | 亞洲羽毛球錦標賽         | 其他       | 混合雙打 | 张偉   | 準決賽 |
| 2006年 | 中華台北羽球公開賽       | 不適用     | 女子雙打 | 杜婧   | 準決賽 |
| 2006年 | 日本羽毛球公開賽         | 不適用     | 女子雙打 | 杜婧   | 準決賽 |
| 2007年 | 德國羽毛球大獎賽         | 大獎賽     | 女子雙打 | 杜婧   | 亞軍   |
| 2007年 | 全英羽毛球超級賽         | 超級賽     | 混合雙打 | 何汉斌 | 準決賽 |
| 2007年 | 亞洲羽毛球錦標賽         | 其他       | 混合雙打 | 何汉斌 | 金牌   |
| 2007年 | 印尼羽毛球超級賽         | 超級賽     | 女子雙打 | 杜婧   | 冠軍   |
| 2007年 | 印尼羽毛球超級賽         | 超級賽     | 混合雙打 | 何汉斌 | 準決賽 |
| 2007年 | 泰國羽毛球黃金大獎賽     | 黃金大獎賽 | 女子雙打 | 杜婧   | 亞軍   |
| 2007年 | 泰國羽毛球黃金大獎賽     | 黃金大獎賽 | 混合雙打 | 何汉斌 | 冠軍   |
| 2007年 | 中國羽毛球大師賽         | 超級賽     | 女子雙打 | 杜婧   | 準決賽 |
| 2007年 | 日本羽毛球超級賽         | 超級賽     | 女子單打 | 赵婷婷 | 亞軍   |
| 2007年 | 丹麥羽毛球超級賽         | 超級賽     | 女子雙打 | 赵婷婷 | 準決賽 |
| 2007年 | 丹麥羽毛球超級賽         | 超級賽     | 混合雙打 | 何汉斌 | 冠軍   |
| 2007年 | 法國羽毛球超級賽         | 超級賽     | 女子雙打 | 赵婷婷 | 亞軍   |
| 2007年 | 中國羽毛球超級賽         | 超級賽     | 女子雙打 | 杜婧   | 亞軍   |
| 2007年 | 香港羽毛球超級賽         | 超級賽     | 女子雙打 | 杜婧   | 冠軍   |
| 2007年 | 俄羅斯羽毛球黃金大獎賽   | 黃金大獎賽 | 女子雙打 | 杜婧   | 冠軍   |
| 2007年 | 俄羅斯羽毛球黃金大獎賽   | 黃金大獎賽 | 混合雙打 | 何汉斌 | 亞軍   |
| 2008年 | 馬來西亞羽毛球超級賽     | 超級賽     | 女子雙打 | 杜婧   | 準決賽 |
| 2008年 | 馬來西亞羽毛球超級賽     | 超級賽     | 混合雙打 | 何汉斌 | 冠軍   |
| 2008年 | 韓國羽毛球超級賽         | 超級賽     | 女子雙打 | 杜婧   | 冠軍   |
| 2008年 | 德國羽毛球大獎賽         | 大獎賽     | 混合雙打 | 何汉斌 | 亞軍   |
| 2008年 | 全英羽毛球超級賽         | 超級賽     | 女子雙打 | 杜婧   | 亞軍   |
| 2008年 | 瑞士羽毛球超級賽         | 超級賽     | 女子雙打 | 杜婧   | 準決賽 |
| 2008年 | 瑞士羽毛球超級賽         | 超級賽     | 混合雙打 | 何汉斌 | 冠軍   |
| 2008年 | 印度羽毛球黃金大獎賽     | 黃金大獎賽 | 混合雙打 | 何汉斌 | 冠軍   |
| 2008年 | 亞洲羽毛球錦標賽         | 其他       | 混合雙打 | 何汉斌 | 銅牌   |
| 2008年 | 新加坡羽毛球超級賽       | 超級賽     | 女子雙打 | 杜婧   | 冠軍   |
| 2008年 | 泰國羽毛球黃金大獎賽     | 黃金大獎賽 | 混合雙打 | 何汉斌 | 亞軍   |
| 2008年 | 奧林匹克運動會羽毛球比賽 | 其他       | 女子雙打 | 杜婧   | 金牌   |
| 2008年 | 奧林匹克運動會羽毛球比賽 | 其他       | 混合雙打 | 何汉斌 | 銅牌   |
| 2008年 | 中國羽毛球大師賽         | 超級賽     | 混合雙打 | 何汉斌 | 準決賽 |
| 2008年 | 法國羽毛球超級賽         | 超級賽     | 女子雙打 | 杜婧   | 冠軍   |
| 2008年 | 法國羽毛球超級賽         | 超級賽     | 混合雙打 | 何汉斌 | 冠軍   |
| 2008年 | 中國羽毛球超級賽         | 超級賽     | 女子雙打 | 杜婧   | 準決賽 |
| 2009年 | 全英羽毛球超級賽         | 超級賽     | 女子雙打 | 杜婧   | 準決賽 |
| 2009年 | 全英羽毛球超級賽         | 超級賽     | 混合雙打 | 何汉斌 | 冠軍   |
| 2009年 | 瑞士羽毛球超級賽         | 超級賽     | 女子雙打 | 杜婧   | 冠軍   |
| 2009年 | 蘇迪曼盃                 | 其他       | 混合團體 | －     | 金牌   |
| 2009年 | 世界羽毛球錦標賽         | 其他       | 女子雙打 | 杜婧   | 銅牌   |
| 2009年 | 澳門羽毛球黃金大獎賽     | 黃金大獎賽 | 女子雙打 | 杜婧   | 冠軍   |
| 2009年 | 澳門羽毛球黃金大獎賽     | 黃金大獎賽 | 混合雙打 | 何汉斌 | 冠軍   |
| 2009年 | 中國羽毛球大師賽         | 超級賽     | 女子雙打 | 杜婧   | 冠軍   |
| 2009年 | 中國羽毛球大師賽         | 超級賽     | 混合雙打 | 何汉斌 | 準決賽 |
| 2009年 | 法國羽毛球超級賽         | 超級賽     | 女子雙打 | 杜婧   | 準決賽 |
| 2009年 | 法國羽毛球超級賽         | 超級賽     | 混合雙打 | 何汉斌 | 準決賽 |
| 2009年 | 香港羽毛球超級賽         | 超級賽     | 女子雙打 | 杜婧   | 亞軍   |
| 2009年 | 中國羽毛球超級賽         | 超級賽     | 女子雙打 | 杜婧   | 亞軍   |
| 2010年 | 韓國羽毛球超級賽         | 超級賽     | 混合雙打 | 何汉斌 | 冠軍   |
| 2010年 | 馬來西亞羽毛球超級賽     | 超級賽     | 女子雙打 | 杜婧   | 冠軍   |
| 2010年 | 全英羽毛球超級賽         | 超級賽     | 女子雙打 | 杜婧   | 冠軍   |
| 2010年 | 全英羽毛球超級賽         | 超級賽     | 混合雙打 | 何汉斌 | 準決賽 |
| 2010年 | 瑞士羽毛球超級賽         | 超級賽     | 女子雙打 | 田卿   | 冠軍   |
| 2010年 | 優霸盃                   | 其他       | 女子團體 | －     | 金牌   |
| 2010年 | 世界羽毛球錦標賽         | 其他       | 女子雙打 | 杜婧   | 金牌   |
| 2010年 | 世界羽毛球錦標賽         | 其他       | 混合雙打 | 何汉斌 | 銀牌   |
| 2010年 | 中國羽毛球大師賽         | 超級賽     | 女子雙打 | 王晓理 | 冠軍   |
| 2010年 | 中國羽毛球大師賽         | 超級賽     | 混合雙打 | 徐晨   | 亞軍   |
| 2010年 | 日本羽毛球超級賽         | 超級賽     | 女子雙打 | 王晓理 | 冠軍   |
| 2010年 | 香港羽毛球超級賽         | 超級賽     | 女子雙打 | 王晓理 | 冠軍   |
| 2010年 | 香港羽毛球超級賽         | 超級賽     | 混合雙打 | 徐晨   | 準決賽 |
| 2010年 | 世界羽聯超級系列賽總決賽 | 超級賽     | 女子雙打 | 王晓理 | 冠軍   |
| 2011年 | 馬來西亞羽毛球超級賽     | 超級賽     | 女子雙打 | 王晓理 | 亞軍   |
| 2011年 | 韓國羽毛球首要超級賽     | 首要超級賽 | 女子雙打 | 王晓理 | 冠軍   |
| 2011年 | 全英羽毛球首要超級賽     | 首要超級賽 | 女子雙打 | 王晓理 | 冠軍   |
| 2011年 | 亞洲羽毛球錦標賽         | 其他       | 女子雙打 | 王晓理 | 金牌   |
| 2011年 | 蘇迪曼盃                 | 其他       | 混合團體 | －     | 金牌   |
| 2011年 | 印尼羽毛球首要超級賽     | 首要超級賽 | 女子雙打 | 王晓理 | 冠軍   |
| 2011年 | 世界羽毛球錦標賽         | 其他       | 女子雙打 | 王晓理 | 金牌   |
| 2011年 | 中國羽毛球大師賽         | 超級賽     | 女子雙打 | 王晓理 | 亞軍   |
| 2011年 | 丹麥羽毛球首要超級賽     | 首要超級賽 | 女子雙打 | 王晓理 | 冠軍   |
| 2011年 | 法國羽毛球超級賽         | 超級賽     | 女子雙打 | 王晓理 | 冠軍   |
| 2011年 | 香港羽毛球超級賽         | 超級賽     | 女子雙打 | 王晓理 | 冠軍   |
| 2011年 | 中國羽毛球首要超級賽     | 首要超級賽 | 女子雙打 | 王晓理 | 冠軍   |
| 2011年 | 世界羽聯超級系列賽總決賽 | 首要超級賽 | 女子雙打 | 王晓理 | 冠軍   |
| 2012年 | 韓國羽毛球首要超級賽     | 首要超級賽 | 女子雙打 | 王晓理 | 準決賽 |
| 2012年 | 全英羽毛球首要超級賽     | 首要超級賽 | 女子雙打 | 王晓理 | 亞軍   |
| 2012年 | 優霸盃                   | 其他       | 女子團體 | －     | 金牌   |
| 2012年 | 印尼羽毛球首要超級賽     | 首要超級賽 | 女子雙打 | 王晓理 | 冠軍   |
| 2012年 | 中國羽毛球首要超級賽     | 首要超級賽 | 女子雙打 | 王晓理 | 冠軍   |
| 2012年 | 香港羽毛球超級賽         | 超級賽     | 女子雙打 | 王晓理 | 亞軍   |
| 2012年 | 世界羽聯超級系列賽總決賽 | 首要超級賽 | 女子雙打 | 王晓理 | 冠軍   |
| 2013年 | 韓國羽毛球首要超級賽     | 首要超級賽 | 女子雙打 | 王晓理 | 冠軍   |
| 2013年 | 全英羽毛球首要超級賽     | 首要超級賽 | 女子雙打 | 王晓理 | 冠軍   |
| 2013年 | 亞洲羽毛球錦標賽         | 其他       | 女子雙打 | 王晓理 | 金牌   |
| 2013年 | 蘇迪曼盃                 | 其他       | 混合團體 | －     | 金牌   |
| 2013年 | 印尼羽毛球首要超級賽     | 首要超級賽 | 女子雙打 | 王晓理 | 亞軍   |
| 2013年 | 世界羽毛球錦標賽         | 其他       | 女子雙打 | 王晓理 | 金牌   |
| 2013年 | 中國羽毛球大師賽         | 超級賽     | 女子雙打 | 王晓理 | 冠軍   |
| 2013年 | 中國羽毛球首要超級賽     | 首要超級賽 | 女子雙打 | 王晓理 | 冠軍   |
| 2013年 | 世界羽聯超級系列賽總決賽 | 首要超級賽 | 女子雙打 | 王晓理 | 銅牌   |
| 2014年 | 全英羽毛球首要超級賽     | 首要超級賽 | 女子雙打 | 王晓理 | 冠軍   |
| 2014年 | 印度羽毛球超級賽         | 超級賽     | 女子雙打 | 唐渊渟 | 冠軍   |
| 2014年 | 中華台北羽球黃金大獎賽   | 黃金大獎賽 | 女子雙打 | 王晓理 | 亞軍   |
| 2014年 | 世界羽毛球錦標賽         | 其他       | 女子雙打 | 王晓理 | 銀牌   |
| 2014年 | 亞洲運動會羽毛球比賽     | 其他       | 女子團體 | －     | 金牌   |
| 2014年 | 丹麥羽毛球首要超級賽     | 首要超級賽 | 女子雙打 | 王晓理 | 冠軍   |
| 2014年 | 法國羽毛球超級賽         | 超級賽     | 女子雙打 | 王晓理 | 冠軍   |
| 2014年 | 中國羽毛球首要超級賽     | 首要超級賽 | 女子雙打 | 王晓理 | 冠軍   |
| 2015年 | 全英羽毛球首要超級賽     | 首要超級賽 | 女子雙打 | 王晓理 | 亞軍   |
| 2015年 | 新加坡羽毛球超級賽       | 超級賽     | 女子雙打 | 王晓理 | 準決賽 |
| 2015年 | 亞洲羽毛球錦標賽         | 其他       | 女子雙打 | 王晓理 | 銀牌   |
| 2015年 | 蘇迪曼盃                 | 其他       | 混合團體 | －     | 金牌   |
| 2015年 | 印尼羽毛球首要超級賽     | 首要超級賽 | 女子雙打 | 钟倩欣 | 準決賽 |
| 2015年 | 美國羽毛球黃金大獎賽     | 黃金大獎賽 | 女子雙打 | 钟倩欣 | 冠軍   |
| 2015年 | 碧特博格羽毛球黃金大獎賽 | 黃金大獎賽 | 女子雙打 | 唐渊渟 | 冠軍   |
| 2015年 | 中國羽毛球首要超級賽     | 首要超級賽 | 女子雙打 | 唐渊渟 | 冠軍   |
| 2015年 | 香港羽毛球超級賽         | 超級賽     | 女子雙打 | 唐渊渟 | 亞軍   |
| 2015年 | 印尼羽毛球大師賽         | 黃金大獎賽 | 女子雙打 | 唐渊渟 | 冠軍   |
| 2016年 | 馬來西亞羽毛球大師賽     | 黃金大獎賽 | 女子雙打 | 唐渊渟 | 亞軍   |
| 2016年 | 泰國羽毛球大師賽         | 黃金大獎賽 | 女子雙打 | 唐渊渟 | 亞軍   |
| 2016年 | 亞洲羽毛球團體錦標賽     | 其他       | 女子團體 | －     | 金牌   |
| 2016年 | 全英羽毛球首要超級賽     | 首要超級賽 | 女子雙打 | 唐渊渟 | 亞軍   |
| 2016年 | 馬來西亞羽毛球首要超級賽 | 首要超級賽 | 女子雙打 | 唐渊渟 | 冠軍   |
| 2016年 | 優霸盃                   | 其他       | 女子團體 | －     | 金牌   |
| 2016年 | 印尼羽毛球首要超級賽     | 首要超級賽 | 女子雙打 | 唐渊渟 | 亞軍   |
| 2016年 | 澳洲羽毛球超級賽         | 超級賽     | 女子雙打 | 唐渊渟 | 準決賽 |
| 2016年 | 奧林匹克運動會羽毛球比賽 | 其他       | 女子雙打 | 唐渊渟 | 第四名 |

| 2007-2017年 | 首要超級賽 | 超級賽 | 黃金大獎賽 | 大獎賽 | 國際挑戰賽 | 國際系列賽 | 未來系列賽 | 其他 |

### 世界冠軍頭銜
于洋在羽毛球生涯中共奪得11項羽毛球世界冠軍頭銜。
| 賽事             | 奪冠次數 | 年份                                                     |
| ---------------- | -------- | -------------------------------------------------------- |
| 奥林匹克运动会   | 1        | 2008年（女子雙打）                                       |
| 世界羽毛球锦标赛 | 3        | 2010年（女子雙打） 2011年（女子雙打） 2013年（女子雙打） |
| 蘇迪曼杯         | 4        | 2009年、2011年、2013年、2015年（混合團體）               |
| 尤伯杯           | 3        | 2006年、2012年、2016年（女子團體）                       |
| 總計             | 11       |                                                          |

### 奧運會和世錦賽參賽紀錄
|          | 搭檔   | 2006 | 2007        | 2008 | 2009 | 2010 | 2011 | 2012     | 2013 | 2014 | 2015 | 2016   |
| -------- | ------ | ---- | ----------- | ---- | ---- | ---- | ---- | -------- | ---- | ---- | ---- | ------ |
| 女子雙打 | 杜婧   | 季軍 | 48強 (退賽) | 金牌 | 季軍 | 冠軍 | －   | －       | －   | －   | －   | －     |
| 女子雙打 | 王晓理 | －   | －          | －   | －   | －   | 冠軍 | 取消資格 | 冠軍 | 亞軍 | 8強  | －     |
| 女子雙打 | 唐渊渟 | －   | －          | －   | －   | －   | －   | －       | －   | －   | －   | 第四名 |
|          |        |      |             |      |      |      |      |          |      |      |      |        |
| 混合雙打 | 张伟   | 16強 | －          | －   | －   | －   | －   | －       | －   | －   | －   | －     |
| 混合雙打 | 何汉斌 | －   | 16強        | 銅牌 | 8強  | 亞軍 | －   | －       | －   | －   | －   | －     |

## 主要對賽紀錄
于洋與不同搭檔的主要對手的對賽成績如下（只列出對賽五次或以上對手，截至2018年2月15日）：
女雙 - 杜婧
| 對手                | 對賽次數 | 對賽結果 | 對賽結果 | 總計 |
| 對手                | 對賽次數 | 勝       | 負       | 總計 |
| ------------------- | -------- | -------- | -------- | ---- |
| 李敬元 李孝貞       | 10       | 6        | 4        | +2   |
| 簡毓瑾 程文欣       | 8        | 8        | 0        | +8   |
| 張潔雯 楊維         | 8        | 2        | 6        | -4   |
| 潮田玲子 小椋久美子 | 6        | 6        | 0        | +6   |
| 魏軼力 張亞雯       | 6        | 6        | 0        | +6   |
| 馬晉 王曉理         | 6        | 5        | 1        | +4   |
| 黃佩蒂 陳儀慧       | 6        | 5        | 1        | +4   |
| 前田美順 末綱聰子   | 5        | 5        | 0        | +5   |
| 其他選手            | 140      | 124      | 16       | +108 |
| 總計                | 195      | 167      | 28       | +139 |

女雙 - 王曉理
| 對手                                | 對賽次數 | 對賽結果 | 對賽結果 | 總計 |
| 對手                                | 對賽次數 | 勝       | 負       | 總計 |
| ----------------------------------- | -------- | -------- | -------- | ---- |
| 田卿 趙芸蕾                         | 17       | 11       | 6        | +5   |
| 謝影雪 潘樂恩                       | 8        | 8        | 0        | +8   |
| 金旼貞 河貞恩                       | 8        | 7        | 1        | +6   |
| 松尾靜香 內藤真實                   | 7        | 7        | 0        | +7   |
| 克里斯汀娜·彼德森 卡米拉·呂特·尤爾  | 7        | 6        | 1        | +5   |
| 成淑 趙芸蕾                         | 6        | 6        | 0        | +6   |
| N·K·馬赫斯瓦里 格雷西婭·波利        | 6        | 3        | 3        | 0    |
| 金荷娜 鄭景銀                       | 6        | 5        | 1        | +4   |
| 馬晉 湯金華                         | 5        | 5        | 0        | +5   |
| 前田美順 末綱聰子                   | 5        | 5        | 0        | +5   |
| 恭差拉·沃拉威七猜恭 當甲農·阿倫革頌 | 5        | 5        | 0        | +5   |
| 松友美佐紀 高橋禮華                 | 5        | 4        | 1        | +3   |
| 其他選手                            | 133      | 124      | 9        | +115 |
| 總計                                | 218      | 196      | 22       | +174 |

女雙 - 唐淵渟
| 對手                         | 對賽次數 | 對賽結果 | 對賽結果 | 總計 |
| 對手                         | 對賽次數 | 勝       | 負       | 總計 |
| ---------------------------- | -------- | -------- | -------- | ---- |
| N·K·馬赫斯瓦里 格雷西婭·波利 | 8        | 6        | 2        | +4   |
| 許嘉雯 溫可微                | 5        | 5        | 0        | +5   |
| 松友美佐紀 高橋禮華          | 5        | 2        | 3        | -1   |
| 其他選手                     | 49       | 44       | 5        | +39  |
| 總計                         | 67       | 57       | 10       | +47  |

混雙 - 何漢斌
| 對手                              | 對賽次數 | 對賽結果 | 對賽結果 | 總計 |
| 對手                              | 對賽次數 | 勝       | 負       | 總計 |
| --------------------------------- | -------- | -------- | -------- | ---- |
| 諾瓦·維迪安托 利利亞納·納西爾     | 7        | 1        | 6        | -5   |
| 李龍大 李孝貞                     | 7        | 4        | 3        | +1   |
| 羅伯特·馬特斯亞克 娜蒂斯達·希爾巴 | 7        | 4        | 3        | +1   |
| 安東尼·克拉克 唐娜·凱洛格         | 5        | 4        | 1        | +3   |
| 戍革·普拉帕卡莫 莎拉麗·桑松卡姆   | 5        | 4        | 1        | +3   |
| 其他選手                          | 114      | 94       | 20       | +74  |
| 總計                              | 145      | 111      | 34       | +77  |